# Anastasia Bayandina
Anastasia Aleksandrovna Bayandina, connue aussi sous le nom de Nastia Bayandina, née le 1er novembre 1996 à Krasnoïarsk, est une nageuse synchronisée franco-russe. Elle est la sœur jumelle de la nageuse synchronisée Daria Bayandina.

## Biographie

### Formation
En parallèle de sa carrière sportive, elle poursuit ses études en droit des affaires au CNAM.

### Carrière sportive
Sous les couleurs de la Russie, elle remporte deux médailles d'or aux Championnats du monde de natation 2017 à Budapest, dans les épreuves libre et technique par équipes ainsi que deux médailles d'or aux Championnats d'Europe de natation 2018 à Glasgow, dans les épreuves libre et technique par équipes.
En décembre 2018, après avoir été écarté par l'équipe nationale russe dans la perspective de faire les Jeux Olympiques de 2024, Anastasia et sa sœur jumelle Daria Bayandina contactent plusieurs fédérations dont  la Fédération française de natation en France. Après l'accord de ce transfert par la fédération russe, elles s'entrainent à l'INSEP mais n'ont pas la nationalité française et ne sont officiellement intégrées au sein de l'équipe de France. Elles sont naturalisées françaises en 2021 et peuvent alors participer à de compétitions nationales et internationales dont les Jeux Olympiques de 2024 dans l'épreuve par équipes.
En juin 2022, les jumelles sont suspendues un an après avoir été accusées par l'Agence Internationale de Contrôle (ITA) pour un contrôle positif à la diurétique en 2014. Elles démentent catégoriquement avoir pris de la furosémide, n'ayant aucun problème de poids et  affirment avoir été dopées à leurs insus par les autorités russes, alors qu'elles étaient mineures. En commun accord avec la FINA, elle acceptent d'être suspendues jusqu'au 18 mars  2023 pour pouvoir concourir  pour les Jeux Olympiques de 2024.
Aux Jeux européens de 2023 à Oświęcim, c'est sous les couleurs de la France qu'elle est médaillée de bronze de l'épreuve technique par équipes et médaillée d'or de l'épreuve acrobatique,.

## Palmarès

### Championnat du Monde
- 2017 à Budapest,  Hongrie

 Médaille d'or en équipes technique
 Médaille d'or en équipes libre

### Championnat d'Europe
- 2023  à Oświęcim,  Pologne

 Médaille de bronze en équipes technique
 Médaille d'or en équipe (Routine Acrobatique mixte)
- 2018 à Glasgow,  Royaume-Uni

 Médaille d'or en équipes libre
 Médaille d'or en équipes technique